# Kalkara
Kalkara (officiële naam Il-Kalkara; ook wel geschreven als Calcara) is een plaats en gemeente in het oosten van Malta met een inwoneraantal van 2.871 (november 2005). De plaatsnaam is afkomstig van het Maltese woord voor brandoven.
Als voorstad van Birgu hoort Kalkara bij de drie oude steden die tezamen als "The Three Cities" (of Malta) worden aangeduid. Kalkara staat al sinds oudsher bekend als rustplaats voor de vissers en zeelui uit de regio. De jaarlijkse festa van Kalkara vindt plaats op de tweede zondag van juli. Men viert dit dorpsfeest ter ere van Jozef van Nazareth.

## Geboren
- Amber Bondin (26 mei 1991), zangeres